# Mark Draper (tennista)
Mark Draper (Brisbane, 11 febbraio 1971) è un ex tennista australiano.

## Carriera
Ottenne il suo best ranking in singolare il 14 settembre 1998 con la 152ª posizione del ranking ATP, nel doppio il 15 aprile 1996 con la 215ª.
Partecipò tre volte alla fase finale di tornei del Grande Slam.
É fratello maggiore del tennista Scott Draper, col quale disputò diversi incontri in doppio, compresa l'edizione 2000 dell'Australian Open.